# A Charly – Majom a családban epizódjainak listája
Ez a cikk a Charly – Majom a családban című sorozat epizódjait listázza.

## Évados áttekintés
| Évad | Évad | Epizódok | Eredeti sugárzás     | Eredeti sugárzás   | Eredeti adó |
| Évad | Évad | Epizódok | Évadpremier          | Évadfinálé         | Eredeti adó |
| ---- | ---- | -------- | -------------------- | ------------------ | ----------- |
|      | 1    | 5        | 1995. december 27.   | 1996. január 20.   | ZDF         |
|      | 2    | 13       | 1996. december 26.   | 1997. március 15.  | ZDF         |
|      | 3    | 14       | 1997. december 26.   | 1998. április 4.   | ZDF         |
|      | 4    | 16       | 1998. december 20.   | 1999. április 17.  | ZDF         |
|      | 5    | 15       | 2000. január 1.      | 2000. április 15.  | ZDF         |
|      | 6    | 15       | 2000. december 26.   | 2001. április 7.   | ZDF         |
|      | 7    | 15       | 2001. december 25.   | 2002. június 15.   | ZDF         |
|      | 8    | 13       | 2003. szeptember 20. | 2003. december 20. | ZDF         |
|      | 9    | 13       | 2004. március 6.     | 2004. június 5.    | ZDF         |
|      | 10   | 13       | 2004. december 25.   | 2005. március 19.  | ZDF         |
|      | 11   | 13       | 2006. február 25.    | 2006. május 27.    | ZDF         |
|      | 12   | 13       | 2007. január 6.      | 2007. március 31.  | ZDF         |
|      | 13   | 13       | 2008. január 26.     | 2008. április 26.  | ZDF         |
|      | 14   | 13       | 2009. szeptember 26. | 2010. január 2.    | ZDF         |
|      | 15   | 15       | 2010. január 9.      | 2010. április 24.  | ZDF         |
|      | 16   | 21       | 2012. január 7.      | 2012. június 9.    | ZDF         |

## 1. évad (1995-1996)
| Sor. | Év. | Cím                                        | Rendező           | Író                                  | Premier            |
| ---- | --- | ------------------------------------------ | ----------------- | ------------------------------------ | ------------------ |
| 1.   | 1.  | Bevezető rész (Kleiner Affe - Große Liebe) | Helmut Förnbacher | Helmut Förnbacher és Pascal Verdosci | 1995. december 27. |
| 2.   | 2.  | Merész hadművelet (Gewagter Einsatz)       | Helmut Förnbacher | Helmut Förnbacher és Pascal Verdosci | 1995. december 30. |
| 3.   | 3.  | Sandra és Franziska (Hoffnung für Sandra)  | Helmut Förnbacher | Helmut Förnbacher és Pascal Verdosci | 1996. január 6.    |
| 4.   | 4.  | Isten éltessen! (Happy Birthday)           | Helmut Förnbacher | Helmut Förnbacher és Pascal Verdosci | 1996. január 13.   |
| 5.   | 5.  | Charly veszélyben (Charly in Gefahr)       | Helmut Förnbacher | Helmut Förnbacher és Pascal Verdosci | 1996. január 20.   |

## 2. évad (1996-1997)
| Sor. | Év. | Cím                                            | Rendező                               | Író                           | Premier            |
| ---- | --- | ---------------------------------------------- | ------------------------------------- | ----------------------------- | ------------------ |
| 6.   | 1.  | Karácsony Charlyval (Weihnachten mit Charly)   | Franz Josef Gottlieb                  | Christine Rohls               | 1996. december 26. |
| 7.   | 2.  | Az állatmenhely (Die Auffangstation)           | Franz Josef Gottlieb                  | Axel Witte és Rainer Wittkamp | 1996. december 28. |
| 8.   | 3.  | Búcsú Johannestől (Abschied von Johannes)      | Franz Josef Gottlieb                  | Axel Witte és Rainer Wittkamp | 1997. január 4.    |
| 9.   | 4.  | A karantén (In Quarantäne)                     | Franz Josef Gottlieb                  | Axel Witte és Rainer Wittkamp | 1997. január 11.   |
| 10.  | 5.  | Charly, a csibész (Affentheater im Hotel)      | Franz Josef Gottlieb                  | Christine Rohls               | 1997. január 18.   |
| 11.  | 6.  | Charly, a hős (Charly als Held)                | Franz Josef Gottlieb                  | Christine Rohls               | 1997. január 25.   |
| 12.  | 7.  | Philipp öccse (Philipps Bruder)                | Franz Josef Gottlieb                  | Christine Rohls               | 1997. február 1.   |
| 13.  | 8.  | Buta libák (Schneegänse)                       | Franz Josef Gottlieb                  | Axel Witte és Rainer Wittkamp | 1997. február 8.   |
| 14.  | 9.  | A majmok nem sírnak (Affen weinen nicht)       | Franz Josef Gottlieb                  | Axel Witte és Rainer Wittkamp | 1997. február 15.  |
| 15.  | 10. | Viharos hétvége (Stürmisches Wochenende)       | Franz Josef Gottlieb                  | Axel Witte és Rainer Wittkamp | 1997. február 22.  |
| 16.  | 11. | Charly kihúz a bajból (Stürmisches Wochenende) | Franz Josef Gottlieb                  | Christine Rohls               | 1997. március 1.   |
| 17.  | 12. | Charly kirúg a hámból (Charly auf Abwegen)     | Franz Josef Gottlieb                  | Christine Rohls               | 1997. március 8.   |
| 18.  | 13. | Charly, a skót (Charly als Schotte)            | Franz Josef Gottlieb és Dieter Kehler | Christine Rohls               | 1997. március 15.  |

## 3. évad (1997-1998)
| Sor. | Év. | Cím                                               | Rendező              | Író                                | Premier            |
| ---- | --- | ------------------------------------------------- | -------------------- | ---------------------------------- | ------------------ |
| 19.  | 1.  | Charly, a balett-táncos (Der Traumtänzer)         | Franz Josef Gottlieb | Franz Josef Gottlieb és Rena Bürge | 1997. december 26. |
| 20.  | 2.  | Charly és a pitbull (Charly und der Pitbull)      | Franz Josef Gottlieb | Franz Josef Gottlieb és Rena Bürge | 1997. december 27. |
| 21.  | 3.  | Viszontlátásra, Charly! (Good bye, Charly)        | Dieter Kehler        | Christine Rohls                    | 1998. január 3.    |
| 22.  | 4.  | Charly Afrikában (Charly in Afrika)               | Dieter Kehler        | Christine Rohls                    | 1998. január 10.   |
| 23.  | 5.  | Szívdobogás (Herzklopfen)                         | Dieter Kehler        | Axel Witte és Rainer Wittkamp      | 1998. január 17.   |
| 24.  | 6.  | Talált gyerekek (Findelkinder)                    | Franz Josef Gottlieb | Axel Witte és Rainer Wittkamp      | 1998. január 24.   |
| 25.  | 7.  | Charly és a kenguru (Charly und das Känguruh)     | Dieter Kehler        | Axel Witte és Rainer Wittkamp      | 1998. január 31.   |
| 26.  | 8.  | Egy papagáj örököl (Ein Papagei erbt)             | Franz Josef Gottlieb | Axel Witte és Rainer Wittkamp      | 1998. február 7.   |
| 27.  | 9.  | Charly, a berepülőpilóta (Charly, der Bruchpilot) | Franz Josef Gottlieb | Franz Josef Gottlieb és Rena Bürge | 1998. február 21.  |
| 28.  | 10. | A támadás (Der Überfall)                          | Franz Josef Gottlieb | Christine Rohls                    | 1998. február 28.  |
| 29.  | 11. | Lore, a vaddisznó (Ein Schwein namens Lore)       | Franz Josef Gottlieb | Christine Rohls                    | 1998. március 7.   |
| 30.  | 12. | Charly és a bajnok (Charly und der Champion)      | Franz Josef Gottlieb | Axel Witte és Rainer Wittkamp      | 1998. március 14.  |
| 31.  | 13. | Charly, az életmentő (Spurlos verschwunden)       | Gero Erhardt         | Christine Rohls                    | 1998. március 28.  |
| 32.  | 14. | Isten hozott! (Herzlich willkommen)               | Gero Erhardt         | Christine Rohls                    | 1998. április 4.   |

## 4. évad (1998-1999)
| Sor. | Év. | Cím                                               | Rendező              | Író                           | Premier            |
| ---- | --- | ------------------------------------------------- | -------------------- | ----------------------------- | ------------------ |
| 33.  | 1.  | Nyaralás az álomhotelben (Ferien im Traumhotel)   | Franz Josef Gottlieb | Christine Rohls               | 1998. december 20. |
| 34.  | 2.  | A másik Charly (Der doppelte Charly)              | Franz Josef Gottlieb | Axel Witte és Rainer Wittkamp | 1998. december 26. |
| 35.  | 3.  | A háziállat (Hausbesuch)                          | Franz Josef Gottlieb | Axel Witte és Rainer Wittkamp | 1999. január 2.    |
| 36.  | 4.  | Első szerelem (Erste Liebe)                       | Franz Josef Gottlieb | Heike és Jörg Brückner        | 1999. január 9.    |
| 37.  | 5.  | Házassági évforduló (Hochzeitstag)                | Franz Josef Gottlieb | Axel Witte és Rainer Wittkamp | 1999. január 16.   |
| 38.  | 6.  | Felhő a hegyek felett (Wolken über den Bergen)    | Franz Josef Gottlieb | Christine Rohls               | 1999. január 23.   |
| 39.  | 7.  | Az utolsó út (Der letzte Weg)                     | Franz Josef Gottlieb | Christine Rohls               | 1999. január 30.   |
| 40.  | 8.  | Meglepetések (Überraschungen)                     | Franz Josef Gottlieb | Christine Rohls               | 1999. február 6.   |
| 41.  | 9.  | Győz az igazság (Sieg der Wahrheit)               | Franz Josef Gottlieb | Christine Rohls               | 1999. február 13.  |
| 42.  | 10. | Cserbenhagyásos gázolás (Fahrerflucht)            | Gudrun Scheerer      | Axel Witte és Rainer Wittkamp | 1999. február 27.  |
| 43.  | 11. | Eltemetve (Verschüttet)                           | Gudrun Scheerer      | Axel Witte és Rainer Wittkamp | 1999. március 6.   |
| 44.  | 12. | Trófeák (Jagdtrophäen)                            | Gudrun Scheerer      | Axel Witte és Rainer Wittkamp | 1999. március 13.  |
| 45.  | 13. | Charly elrablása (Charly und die Tiernapper)      | Gudrun Scheerer      | Heike és Jörg Brückner        | 1999. március 27.  |
| 46.  | 14. | Charly és a Majomisten (Charly und der Affengott) | Franz Josef Gottlieb | Heike és Jörg Brückner        | 1999. április 3.   |
| 47.  | 15. | Édes titkok (Heimlichkeiten)                      | Franz Josef Gottlieb | Christine Rohls               | 1999. április 10.  |
| 48.  | 16. | Gyengéd kötelék (Zarte Bande)                     | Franz Josef Gottlieb | Christine Rohls               | 1999. április 17.  |

## 5. évad (2000)
| Sor. | Év. | Cím                                                     | Rendező              | Író                         | Premier           |
| ---- | --- | ------------------------------------------------------- | -------------------- | --------------------------- | ----------------- |
| 49.  | 1.  | Új barátok (Neue Freunde)                               | Gudrun Scheerer      | Christine Rohls             | 2000. január 1.   |
| 50.  | 2.  | Döntések (Entscheidungen)                               | Gudrun Scheerer      | Christine Rohls             | 2000. január 8.   |
| 51.  | 3.  | A potyautas (Der blinde Passagier)                      | Franz Josef Gottlieb | Christine Rohls             | 2000. január 15.  |
| 52.  | 4.  | Komisz kölyök (Sorgenkinder)                            | Gudrun Scheerer      | Axel Witte                  | 2000. január 22.  |
| 53.  | 5.  | Andrea veszélybe kerül (Andrea in Gefahr)               | Franz Josef Gottlieb | Axel Witte                  | 2000. január 29.  |
| 54.  | 6.  | Bizalmi kérdés (Vertrauenssache)                        | Franz Josef Gottlieb | Axel Witte                  | 2000. február 5.  |
| 55.  | 7.  | A rózsalovag (Der Rosenkrieg)                           | Franz Josef Gottlieb | Jerzy May és Marc Rosenberg | 2000. február 12. |
| 56.  | 8.  | A látszat csal (Der Schein trügt)                       | Franz Josef Gottlieb | Jerzy May és Marc Rosenberg | 2000. február 19. |
| 57.  | 9.  | Egyenesen a szívbe (Mitten ins Herz)                    | Franz Josef Gottlieb | Jerzy May és Marc Rosenberg | 2000. február 26. |
| 58.  | 10. | Gyerek, gyerek (Kinder, Kinder)                         | Franz Josef Gottlieb | Christine Rohls             | 2000. március 11. |
| 59.  | 11. | Charly, a kincskereső (Charly, der Schatzsucher)        | Franz Josef Gottlieb | Christine Rohls             | 2000. március 18. |
| 60.  | 12. | Kényszerleszállás (Albträume)                           | Franz Josef Gottlieb | Axel Witte                  | 2000. március 25. |
| 61.  | 13. | Tanulópénz (Lehrgeld)                                   | Franz Josef Gottlieb | Axel Witte                  | 2000. április 1.  |
| 62.  | 14. | Nyakig a pácban (Masse statt Klasse)                    | Alexander Wiedl      | Jerzy May és Marc Rosenberg | 2000. április 8.  |
| 63.  | 15. | Charly új barátot szerez (Charly schließt Freundschaft) | Alexander Wiedl      | Christine Rohls             | 2000. április 15. |

## 6. évad (2000-2001)
| Sor. | Év. | Cím                                                              | Rendező              | Író             | Premier            |
| ---- | --- | ---------------------------------------------------------------- | -------------------- | --------------- | ------------------ |
| 64.  | 1.  | Charly magán kívül (Charly außer Rand und Band)                  | Franz Josef Gottlieb | Christine Rohls | 2000. december 26. |
| 65.  | 2.  | Ha a farkasok üvöltenek (Wenn die Wölfe heulen)                  | Franz Josef Gottlieb | Christine Rohls | 2000. december 30. |
| 66.  | 3.  | Charly a vadnyugaton (Charly im Wilden Westen)                   | Franz Josef Gottlieb | Christine Rohls | 2001. január 6.    |
| 67.  | 4.  | Lássuk a medvét! (Der Bär ist los)                               | Franz Josef Gottlieb | Christine Rohls | 2001. január 13.   |
| 68.  | 5.  | Irány Florida! (Auf nach Florida)                                | Thomas Nikel         | Christine Rohls | 2001. január 20.   |
| 69.  | 6.  | Delfinek Floridában (Die Delphine von Florida)                   | Thomas Nikel         | Christine Rohls | 2001. január 27.   |
| 70.  | 7.  | Charly és az érettségi vizsga (Charly ganz groß)                 | Karin Hercher        | Axel Witte      | 2001. február 3.   |
| 71.  | 8.  | Viszlát, Andrea! (Bye, bye Andrea!)                              | Karin Hercher        | Axel Witte      | 2001. február 10.  |
| 72.  | 9.  | Charly és David vigyáz a házra (Charly und David allein zu Haus) | Franz Josef Gottlieb | Axel Witte      | 2001. február 17.  |
| 73.  | 10. | Ki más, mint Charly? (Das kann nur Charly sein)                  | Franz Josef Gottlieb | Axel Witte      | 2001. február 24.  |
| 74.  | 11. | Lépre csalva (Reingelegt!)                                       | Franz Josef Gottlieb | Axel Witte      | 2001. március 3.   |
| 75.  | 12. | Charly és a rózsák háborúja (Charly und der Rosenkrieg)          | Franz Josef Gottlieb | Axel Witte      | 2001. március 10.  |
| 76.  | 13. | Hazug mese (Lügenmärchen)                                        | Franz Josef Gottlieb | Axel Witte      | 2001. március 17.  |
| 77.  | 14. | Nyomasztó helyzet (Dicke Luft)                                   | Christoph Klünker    | Christine Rohls | 2001. március 31.  |
| 78.  | 15. | Semmi sem megy Charly nélkül (Nichts läuft ohne Charly)          | Christoph Klünker    | Christine Rohls | 2001. április 7.   |

## 7. évad (2001-2002)
| Sor. | Év. | Cím                                              | Rendező              | Író                                | Premier            |
| ---- | --- | ------------------------------------------------ | -------------------- | ---------------------------------- | ------------------ |
| 79.  | 1.  | Charly és Robbie (Charly und Robbie)             | Monika Zinnenberg    | Christine Rohls                    | 2001. december 25. |
| 80.  | 2.  | Úszó ékszerek (Schwimmende Juwelen)              | Franz Josef Gottlieb | Axel Witte                         | 2002. február 9.   |
| 81.  | 3.  | Életre szóló társ (Partner fürs Leben)           | Franz Josef Gottlieb | Axel Witte                         | 2002. március 2.   |
| 82.  | 4.  | Anyai aggodalmak (Nachwuchssorgen)               | Franz Josef Gottlieb | Axel Witte                         | 2002. március 9.   |
| 83.  | 5.  | Charly csavarog (Charly auf Tour)                | Franz Josef Gottlieb | Christine Rohls                    | 2002. március 16.  |
| 84.  | 6.  | Rágalom (Rufmord)                                | Franz Josef Gottlieb | Christine Rohls                    | 2002. március 23.  |
| 85.  | 7.  | Szerelmi bánat (Liebeskummer)                    | Carl Lang            | Ruth Rehmet és Milena Baisch       | 2002. március 30.  |
| 86.  | 8.  | Egércsapda (Mausefallen)                         | Carl Lang            | Axel Witte                         | 2002. április 6.   |
| 87.  | 9.  | Tolvaj szarka (Schräge Vögel)                    | Carl Lang            | Axel Witte                         | 2002. április 13.  |
| 88.  | 10. | A kis szökevény (Ausreißer wider Willen)         | Franz Josef Gottlieb | Franz Josef Gottlieb és Axel Witte | 2002. április 20.  |
| 89.  | 11. | Nagy tapsot Charlynak! (Applaus für Charly)      | Franz Josef Gottlieb | Axel Witte                         | 2002. április 27.  |
| 90.  | 12. | Charly és az aranyeső (Charly und der Geldregen) | Franz Josef Gottlieb | Christine Rohls                    | 2002. május 4.     |
| 91.  | 13. | Majomrablás (Affe zu verkaufen)                  | Franz Josef Gottlieb | Christine Rohls                    | 2002. május 25.    |
| 92.  | 14. | Végzetes mentőakció (Verhängnisvolle Rettung)    | Monika Zinnenberg    | Christine Rohls                    | 2002. június 8.    |
| 93.  | 15. | Fény a horizonton (Licht am Horizont)            | Monika Zinnenberg    | Christine Rohls                    | 2002. június 15.   |

## 8. évad (2003)
| Sor. | Év. | Cím                                              | Rendező              | Író             | Premier              |
| ---- | --- | ------------------------------------------------ | -------------------- | --------------- | -------------------- |
| 94.  | 1.  | A verhetetlen család (Eine unschlagbare Familie) | Christoph Klünker    | Christine Rohls | 2003. szeptember 20. |
| 95.  | 2.  | Charly mindent lát (Charly sieht alles)          | Christoph Klünker    | Christine Rohls | 2003. szeptember 27. |
| 96.  | 3.  | Charly szerelmes (Chaos für zwei)                | Christoph Klünker    | Axel Witte      | 2003. október 4.     |
| 97.  | 4.  | A barátság az barátság (In aller Freundschaft)   | Christoph Klünker    | Axel Witte      | 2003. október 18.    |
| 98.  | 5.  | Valami nincs rendjén (Unter Verdacht)            | Franz Josef Gottlieb | Christine Rohls | 2003. október 25.    |
| 99.  | 6.  | Csak Charly vidám (Schmetterlinge im Bauch)      | Franz Josef Gottlieb | Christine Rohls | 2003. november 1.    |
| 100. | 7.  | Egy null Charly javára (1:0 für Charly)          | Franz Josef Gottlieb | Christine Rohls | 2003. november 8.    |
| 101. | 8.  | Itt a piros… (Wechselspiele)                     | Franz Josef Gottlieb | Axel Witte      | 2003. november 15.   |
| 102. | 9.  | Charly résen van (Charly passt auf)              | Franz Josef Gottlieb | Axel Witte      | 2003. november 22.   |
| 103. | 10. | Mi van Othellóval? (Angst um Othello)            | Franz Josef Gottlieb | Axel Witte      | 2003. november 29.   |
| 104. | 11. | Charlynak malaca van (Charly hat Schwein)        | Franz Josef Gottlieb | Axel Witte      | 2003. december 6.    |
| 105. | 12. | Andalúz álmok (Andalusische Träume)              | Monika Zinnenberg    | Christine Rohls | 2003. december 13.   |
| 106. | 13. | Charly Spanyolországban (Charly in Spanien)      | Monika Zinnenberg    | Christine Rohls | 2003. december 20.   |

## 9. évad (2004)
| Sor. | Év. | Cím                                               | Rendező              | Író             | Premier           |
| ---- | --- | ------------------------------------------------- | -------------------- | --------------- | ----------------- |
| 107. | 1.  | Meglepetés Maxnak (Ein Fest für Max)              | Christoph Klünker    | Axel Witte      | 2004. március 6.  |
| 108. | 2.  | Költészet és valóság (Dichtung und Wahrheit)      | Christoph Klünker    | Axel Witte      | 2004. március 13. |
| 109. | 3.  | Csacsiságok (Eseleien)                            | Christoph Klünker    | Axel Witte      | 2004. március 20. |
| 110. | 4.  | Charly és Johnny (Charly und Johnny)              | Christoph Klünker    | Axel Witte      | 2004. március 27. |
| 111. | 5.  | Charly és a zebrahölgy (Charly und die Zebrafrau) | Franz Josef Gottlieb | Christine Rohls | 2004. április 3.  |
| 112. | 6.  | Kánikula (Sommerhitze)                            | Franz Josef Gottlieb | Christine Rohls | 2004. április 10. |
| 113. | 7.  | Titkos utak (Geheime Wege)                        | Franz Josef Gottlieb | Axel Witte      | 2004. április 17. |
| 114. | 8.  | Tiltott utakon (Verbotene Fracht)                 | Franz Josef Gottlieb | Axel Witte      | 2004. április 24. |
| 115. | 9.  | A szerencse fiai (Glückskinder)                   | Carl Lang            | Axel Witte      | 2004. május 1.    |
| 116. | 10. | Charly nyomozó (Solo für Charly)                  | Carl Lang            | Christine Rohls | 2004. május 8.    |
| 117. | 11. | Szállj madár, szállj (Flieg Vogel, flieg)         | Monika Zinnenberg    | Christine Rohls | 2004. május 15.   |
| 118. | 12. | Merész akció (Gewagter Einsatz)                   | Monika Zinnenberg    | Christine Rohls | 2004. május 22.   |
| 119. | 13. | Az eltűnt lovas (Vermisst)                        | Monika Zinnenberg    | Christine Rohls | 2004. június 5.   |

## 10. évad (2004-2005)
| Sor. | Év. | Cím                                                               | Rendező              | Író             | Premier            |
| ---- | --- | ----------------------------------------------------------------- | -------------------- | --------------- | ------------------ |
| 120. | 1.  | Veszélyes hazugságok (Gefährliche Lügen)                          | Christoph Klünker    | Christine Rohls | 2004. december 25. |
| 121. | 2.  | Piszkos üzletek (Schmutzige Geschäfte)                            | Christoph Klünker    | Christine Rohls | 2005. január 1.    |
| 122. | 3.  | Öltésenként (Nadelstiche)                                         | Christoph Klünker    | Axel Witte      | 2005. január 8.    |
| 123. | 4.  | Charly gázt ad (Charly gibt Gas)                                  | Christoph Klünker    | Axel Witte      | 2005. január 15.   |
| 124. | 5.  | Akciós ajánlat (Schnäppchenjäger)                                 | Franz Josef Gottlieb | Axel Witte      | 2005. január 22.   |
| 125. | 6.  | Az életmentő (Lebensretter)                                       | Franz Josef Gottlieb | Axel Witte      | 2005. január 29.   |
| 126. | 7.  | A nemesség kötelez (Adel verpflichtet)                            | Franz Josef Gottlieb | Christine Rohls | 2005. február 5.   |
| 127. | 8.  | Charly és a hamis állat barát (Charly und der falsche Tierfreund) | Franz Josef Gottlieb | Christine Rohls | 2005. február 12.  |
| 128. | 9.  | Charly és a magas C (Charly und das hohe C)                       | Carl Lang            | Axel Witte      | 2005. február 19.  |
| 129. | 10. | Ahoi Charly! (Ahoi Charly)                                        | Carl Lang            | Axel Witte      | 2005. február 26.  |
| 130. | 11. | A bosszú hálójában (Im Kreis der Rache)                           | Monika Zinnenberg    | Christine Rohls | 2005. március 5.   |
| 131. | 12. | Zsák a foltját (Pechvögel)                                        | Monika Zinnenberg    | Axel Witte      | 2005. március 12.  |
| 132. | 13. | Elvakult szerelem (Blinde Liebe)                                  | Monika Zinnenberg    | Christine Rohls | 2005. március 19.  |

## 11. évad (2006)
| Sor. | Év. | Cím                                                | Rendező             | Író             | Premier           |
| ---- | --- | -------------------------------------------------- | ------------------- | --------------- | ----------------- |
| 133. | 1.  | Családi piknik (Familienfeuer)                     | Carl Lang           | Christine Rohls | 2006. február 25. |
| 134. | 2.  | Portugál álmok (Portugiesische Träume)             | Carl Lang           | Christine Rohls | 2006. március 4.  |
| 135. | 3.  | Mély sebek (Tiefe Wunden)                          | Carl Lang           | Axel Witte      | 2006. március 11. |
| 136. | 4.  | Derült égből (Aus heiterem Himmel)                 | Carl Lang           | Axel Witte      | 2006. március 18. |
| 137. | 5.  | A főnök dönt (Chefsache)                           | Carl Lang           | Axel Witte      | 2006. március 25. |
| 138. | 6.  | Charly és Paula (Charly und Paula)                 | Carl Lang           | Axel Witte      | 2006. április 1.  |
| 139. | 7.  | Kakukktojás (Kuckuckseier)                         | Monika Zinnenberg   | Christine Rohls | 2006. április 8.  |
| 140. | 8.  | Kiutak (Auswege)                                   | Monika Zinnenberg   | Axel Witte      | 2006. április 15. |
| 141. | 9.  | Charly remek fickó! (Ein Pfundskerl namens Charly) | Clemens Keiffenheim | Axel Witte      | 2006. április 22. |
| 142. | 10. | Támasz a bajban (Retter in der Not)                | Clemens Keiffenheim | Axel Witte      | 2006. május 6.    |
| 143. | 11. | Charly és a leopárdok (Charly und die Leoparden)   | Christoph Klünker   | Christine Rohls | 2006. május 13.   |
| 144. | 12. | Charly és a kék könyv (Charly und das blaue Buch)  | Christoph Klünker   | Christine Rohls | 2006. május 20.   |
| 145. | 13. | Szép kilátások (Schöne Aussichten)                 | Christoph Klünker   | Christine Rohls | 2006. május 27.   |

## 12. évad (2007)
| Sor. | Év. | Cím                                                   | Rendező            | Író             | Premier           |
| ---- | --- | ----------------------------------------------------- | ------------------ | --------------- | ----------------- |
| 146. | 1.  | Hamis játék (Ein falsches Spiel)                      | Carl Lang          | Christine Rohls | 2007. január 6.   |
| 147. | 2.  | A titokzatos ház (Charly und das geheimnisvolle Haus) | Carl Lang          | Christine Rohls | 2007. január 13.  |
| 148. | 3.  | Charly és a bolhatánc (Charly und der Flohwalzer)     | Carl Lang          | Axel Witte      | 2007. január 20.  |
| 149. | 4.  | Zárt ajtók (Verschlossene Türen)                      | Carl Lang          | Axel Witte      | 2007. január 27.  |
| 150. | 5.  | Kötelező titoktartás (Schweigepflicht)                | Monika Zinnenberg  | Axel Witte      | 2007. február 3.  |
| 151. | 6.  | Charly a középkorban (Charly und das Mittelalter)     | Monika Zinnenberg  | Axel Witte      | 2007. február 10. |
| 152. | 7.  | Charly zenél (Charly macht Musik)                     | Sabine Landgraeber | Christine Rohls | 2007. február 17. |
| 153. | 8.  | Az igazság pillanata (Stunde der Wahrheit)            | Sabine Landgraeber | Christine Rohls | 2007. február 24. |
| 154. | 9.  | A verseny (Wettrennen)                                | Christoph Klünker  | Axel Witte      | 2007. március 3.  |
| 155. | 10. | Önállóan (Auf eigene Faust)                           | Christoph Klünker  | Axel Witte      | 2007. március 10. |
| 156. | 11. | Otelló veszélyben (Othello in Gefahr)                 | Christoph Klünker  | Axel Witte      | 2007. március 17. |
| 157. | 12. | Charly vadászik (Charly auf der Jagd)                 | Carl Lang          | Christine Rohls | 2007. március 24. |
| 158. | 13. | Charly és a szerelem (Charly und die Liebe)           | Carl Lang          | Christine Rohls | 2007. március 31. |

## 13. évad (2008)
| Sor. | Év. | Cím                                                       | Rendező           | Író             | Premier           |
| ---- | --- | --------------------------------------------------------- | ----------------- | --------------- | ----------------- |
| 159. | 1.  | Paula hazatalál (Gesucht und gefunden)                    | Monika Zinnenberg | Christine Rohls | 2008. január 26.  |
| 160. | 2.  | Az öreg malom titka (Charly und die alte Mühle)           | Monika Zinnenberg | Christine Rohls | 2008. február 2.  |
| 161. | 3.  | Lakóhelye: ismeretlen (Unbekannt verzogen)                | Monika Zinnenberg | Axel Witte      | 2008. február 9.  |
| 162. | 4.  | Régi barátok, új barátok (Alte Freunde – Neue Freunde)    | Carl Lang         | Axel Witte      | 2008. február 16. |
| 163. | 5.  | Charly, a varázslatos (Bezaubernder Charly)               | Carl Lang         | Axel Witte      | 2008. február 23. |
| 164. | 6.  | Charly és a fekete bárány (Charly und das schwarze Schaf) | Carl Lang         | Axel Witte      | 2008. március 1.  |
| 165. | 7.  | Mindenki egyért (Alle für Einen)                          | Carl Lang         | Christine Rohls | 2008. március 8.  |
| 166. | 8.  | A hattyúk titka (Das Geheimnis der Schwäne)               | Carl Lang         | Christine Rohls | 2008. március 15. |
| 167. | 9.  | Charly ajándéka (Ferien mit Charly)                       | Carl Lang         | Axel Witte      | 2008. március 22. |
| 168. | 10. | Zaklatott időszak (Unruhige Zeiten)                       | Christoph Klünker | Axel Witte      | 2008. március 29. |
| 169. | 11. | Segítők és barátok (Helfer und Freunde)                   | Christoph Klünker | Axel Witte      | 2008. április 5.  |
| 170. | 12. | Trükkös betörés (Mit allen Tricks)                        | Christoph Klünker | Christine Rohls | 2008. április 12. |
| 171. | 13. | Charly vágya (Schimpanse mit Herz)                        | Christoph Klünker | Christine Rohls | 2008. április 26. |

## 14. évad (2009-2010)
| Sor. | Év. | Cím                                                        | Rendező             | Író                              | Premier              |
| ---- | --- | ---------------------------------------------------------- | ------------------- | -------------------------------- | -------------------- |
| 172. | 1.  | A költözködés (Charly zieht um)                            | Henning Borgelt     | Christine Rohls                  | 2009. szeptember 26. |
| 173. | 2.  | Charly, a védőangyal (Charly, der Schutzengel)             | Henning Borgelt     | Stefanie Taschinski              | 2009. október 3.     |
| 174. | 3.  | Fő a bizalom (Alles eine Frage des Vertrauens)             | Henning Borgelt     | Stefanie Taschinski              | 2009. október 10.    |
| 175. | 4.  | Charly kincse (Charlys Schatz)                             | Micaela Zschieschow | Axel Witte                       | 2009. október 17.    |
| 176. | 5.  | Éjjel-nappal (Bei Tag und bei Nacht)                       | Micaela Zschieschow | Axel Witte                       | 2009. október 24.    |
| 177. | 6.  | Charly közbelép (Einsatz für Charly)                       | Carl Lang           | Stefan Kuhlmann és Martin Maurer | 2009. október 31.    |
| 178. | 7.  | Little Joe utolsó vágtája (Der letzte Ritt für Little Joe) | Carl Lang           | Stefan Kuhlmann és Martin Maurer | 2009. november 7.    |
| 179. | 8.  | Tévutak (Irrwege)                                          | Carl Lang           | Axel Witte                       | 2009. november 21.   |
| 180. | 9.  | Csere-bere (Tauschen und Täuschen)                         | Carl Lang           | Axel Witte                       | 2009. november 28.   |
| 181. | 10. | Jóslatok (In den Sternen)                                  | Carl Lang           | Stefan Kuhlmann és Martin Maurer | 2009. december 5.    |
| 182. | 11. | Charly és a jégkirálynő (Charly und die Eisprinzessin)     | Monika Zinnenberg   | Christine Rohls                  | 2009. december 12.   |
| 183. | 12. | Testvérviszály (Bruderzwist)                               | Monika Zinnenberg   | Christine Rohls                  | 2009. december 19.   |
| 184. | 13. | Értékes szállítmány (Heiße Fracht)                         | Monika Zinnenberg   | Christine Rohls                  | 2010. január 2.      |

## 15. évad (2010)
| Sor. | Év. | Cím                                                           | Rendező           | Író                                  | Premier           |
| ---- | --- | ------------------------------------------------------------- | ----------------- | ------------------------------------ | ----------------- |
| 185. | 1.  | Elmérgesedett viszony (Schlaflos in Potsdam)                  | Axel Hannemann    | Stefan Kuhlmann és Martin Maurer     | 2010. január 9.   |
| 186. | 2.  | Legjobb az egyenes út (Ehrlich währt am Längsten)             | Axel Hannemann    | Stefan Kuhlmann és Martin Maurer     | 2010. január 16.  |
| 187. | 3.  | A ház ura (Herr im Haus)                                      | Axel Hannemann    | Axel Witte                           | 2010. január 23.  |
| 188. | 4.  | Fészekhagyók (Nestflüchter)                                   | Monika Zinnenberg | Henning Köhn                         | 2010. január 30.  |
| 189. | 5.  | Igazi állatbarátok (Wahre Tierfreunde)                        | Monika Zinnenberg | Stefanie Taschinski                  | 2010. február 6.  |
| 190. | 6.  | Érzelmek és sérelmek (Irrungen, Wirrungen)                    | Monika Zinnenberg | Andreas Wachta                       | 2010. február 13. |
| 191. | 7.  | Kisebb-nagyobb titkok (Große und kleine Geheimnisse)          | Carl Lang         | Stefan Rehberger és Katja Zimmermann | 2010. február 27. |
| 192. | 8.  | Apák (Väter)                                                  | Carl Lang         | Stefan Rehberger és Katja Zimmermann | 2010. március 6.  |
| 193. | 9.  | Reménytelen szerelem (Eine unmöglich Liebe)                   | Carl Lang         | Stefan Kuhlmann és Martin Maurer     | 2010. március 13. |
| 194. | 10. | Kísértetek (Es spukt)                                         | Carl Lang         | Stefan Kuhlmann és Martin Maurer     | 2010. március 20. |
| 195. | 11. | Lelkifurdalás (Gewissensbisse)                                | Axel Hannemann    | Axel Witte                           | 2010. március 27. |
| 196. | 12. | Charly és a különös ajándék (Charly und das falsche Geschenk) | Axel Hannemann    | Christine Rohls                      | 2010. április 3.  |
| 197. | 13. | Mások boldogsága (Das Glück der anderen)                      | Axel Hannemann    | Christine Rohls                      | 2010. április 10. |
| 198. | 14. | Férfiak egymás közt (Männerwirtschaft)                        | Axel Hannemann    | Christine Rohls                      | 2010. április 17. |
| 199. | 15. | A szabadulóművész (Auf der Flucht)                            | Axel Hannemann    | Christine Rohls                      | 2010. április 24. |

## 16. évad (2012)
| Sor. | Év. | Cím                                                          | Rendező           | Író                                   | Premier           |
| ---- | --- | ------------------------------------------------------------ | ----------------- | ------------------------------------- | ----------------- |
| 200. | 1.  | Idegen tollak (Fremde Federn)                                | Axel Hannemann    | Heike Wachsmuth és Andreas Wachta     | 2012. január 7.   |
| 201. | 2.  | Tűz és víz (Feuer und Wasser)                                | Ed Ehrenberg      | Axel Witte                            | 2012. január 14.  |
| 202. | 3.  | Szamár pajtás (Der Eselflüsterer)                            | Axel Hannemann    | Stefanie Taschinski és Frank Posiadly | 2012. január 21.  |
| 203. | 4.  | Lilly, Felix és a farkas (Lilly, Felix und der Wolf)         | Ed Ehrenberg      | Heike Wachsmuth és Andreas Wachta     | 2012. január 28.  |
| 204. | 5.  | Családi okok (Familiäre Gründe)                              | Axel Hannemann    | Axel Witte                            | 2012. február 11. |
| 205. | 6.  | Összezárva 1. rész (Alle unter einem Dach Teil 1)            | Henning Borgelt   | Stefan Kuhlmann és Martin Maurer      | 2012. február 18. |
| 206. | 7.  | Összezárva 2. rész (Alle unter einem Dach Teil 2)            | Henning Borgelt   | Stefan Kuhlmann és Martin Maurer      | 2012. február 25. |
| 207. | 8.  | Charly majd megoldja (Charly macht klar Schiff)              | Axel Hannemann    | Stefan Kuhlmann és Martin Maurer      | 2012. március 3.  |
| 208. | 9.  | Anyák és lányok (Mütter und Töchter)                         | Axel Hannemann    | Stefan Kuhlmann és Martin Maurer      | 2012. március 10. |
| 209. | 10. | Charly és a vadászgörények (Charly der Fluchthelfer)         | Axel Hannemann    | Katja Zimmermann és Stefan Rehberger  | 2012. március 17. |
| 210. | 11. | Charly és a szomorú láma (Charly und das traurige Lama)      | Axel Hannemann    | Katja Zimmermann és Stefan Rehberger  | 2012. március 24. |
| 211. | 12. | Charly és a beteg borjú (Charly und das kranke Kälbchen)     | Monika Zinnenberg | Henning Köhn                          | 2012. március 31. |
| 212. | 13. | Külcsín (Der schöne Schein)                                  | Monika Zinnenberg | Jörg Fischer                          | 2012. április 7.  |
| 213. | 14. | Kis félsz, nagy mersz (Kleine Fluchten, große Helden)        | Monika Zinnenberg | Frank Weller és Andreas Quetsch       | 2012. április 14. |
| 214. | 15. | Charly és Jazz (Charly und Jazz)                             | Monika Zinnenberg | Frank Weller és Sandra Kasunic        | 2012. április 21. |
| 215. | 16. | Gubancok (Verstrickt und verbandelt)                         | Axel Hannemann    | Axel Witte                            | 2012. április 28. |
| 216. | 17. | Vallomások (Bekenntnisse)                                    | Axel Hannemann    | Axel Witte                            | 2012. május 5.    |
| 217. | 18. | Vészhelyzet a lovardában (Reiterhof in Not)                  | Axel Hannemann    | Thomas Franke                         | 2012. május 12.   |
| 218. | 19. | Charly és a mosómedvék (Charly und die Waschbären)           | Axel Hannemann    | Elke Sudmann                          | 2012. május 19.   |
| 219. | 20. | Charly és az esküvőszervező (Charly und der Hochzeitsplaner) | Axel Hannemann    | Stefan Kuhlmann és Martin Maurer      | 2012. június 2.   |
| 220. | 21. | Minden jó, ha jó a vége (Ende gut, alles gut)                | Axel Hannemann    | Stefan Kuhlmann és Martin Maurer      | 2012. június 9.   |